# 黑森-達姆施塔特的阿馬莉
黑森-達姆施塔特的阿馬莉（德語：Amalie von Hessen-Darmstadt，1754年6月20日—1832年6月21日），黑森-達姆施塔特伯爵路德維希九世的第三女，黑森選侯威廉一世的妹妹。

## 家庭
1775年，阿馬莉與巴登的卡爾·路德維希結婚，兩人共有2子6女：
- 卡塔里娜（1776年—1823年）
- 卡羅琳（1776年—1841年），巴伐利亞王后
- 路易絲（1779年—1826年），俄羅斯皇后，婚後改名為「伊莉莎白·阿列克謝耶芙娜」
- 弗蕾德里克（1781年—1826年），瑞典王后
- 瑪麗（1782年—1808年），不倫瑞克-沃爾芬比特爾公爵夫人
- 卡爾·腓特烈（1784年—1785年），夭折
- 卡爾（1786年—1818年），巴登大公
- 威廉明妮（1788年—1836年），黑森大公夫人